# Phyllocnistis xenia
Phyllocnistis xenia är en fjärilsart som beskrevs av M. Hering 1936. Phyllocnistis xenia ingår i släktet Phyllocnistis och familjen styltmalar.
Artens utbredningsområde är:
- Österrike.
- Belgien.
- Tjeckien.
- Slovakien.
- Frankrike.
- Tyskland.
- Ungern.
- Italien.
- Nederländerna.
- Polen.
- Portugal.
- Rumänien.
- Spanien.
- Schweiz.
- Moldavien.

Inga underarter finns listade i Catalogue of Life.

## Bildgalleri

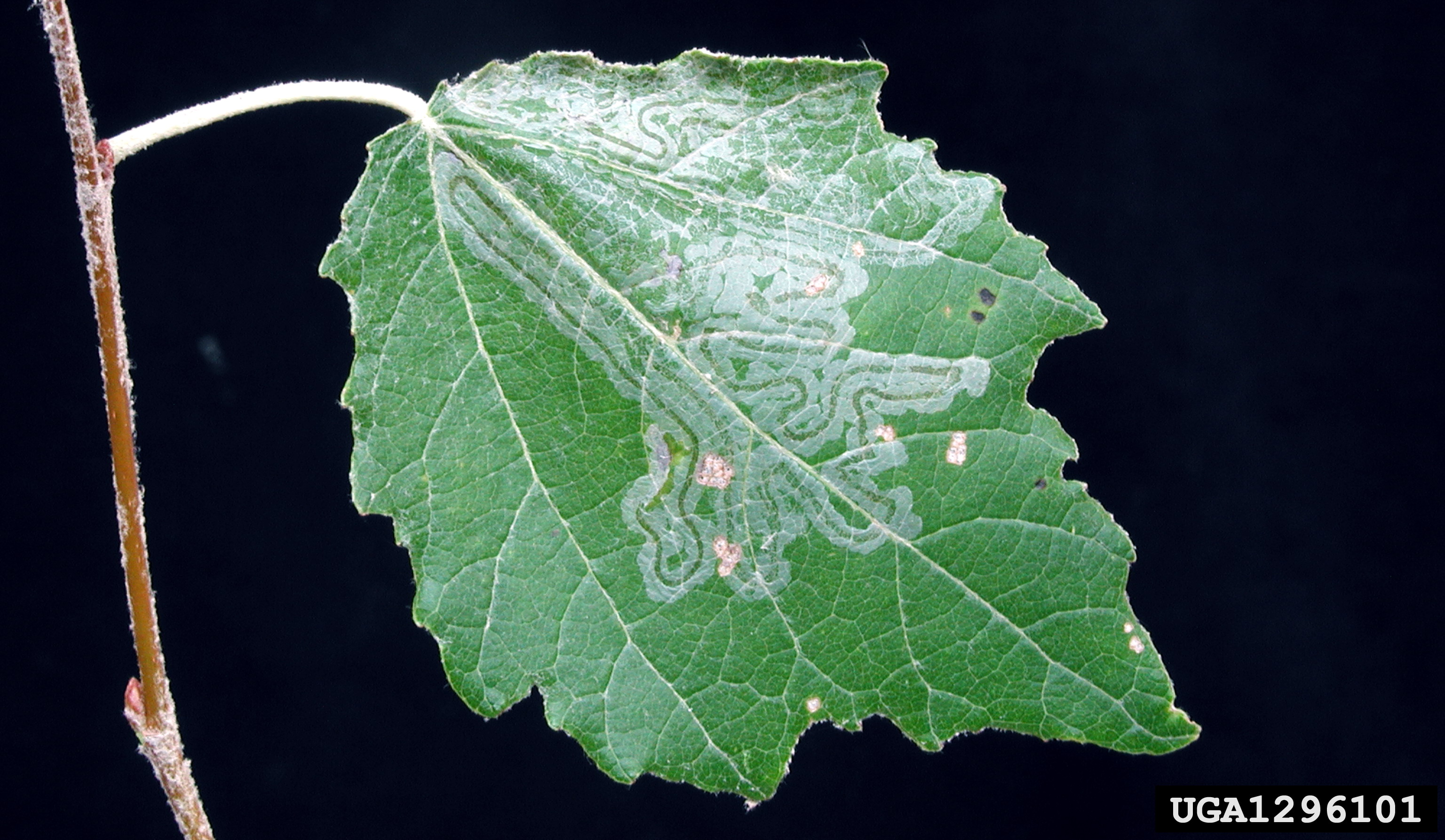